# Опасные соседи
Опасные соседи — российская рок-группа из Ленинграда. 

## История
Так же как Ноль и Младшие братья, — выпускники «рок-лицея» при студии Андрея Тропилло.
Группа возникла зимой 1983 года, много раз меняла состав, стилевую ориентацию и сценический имидж, пока не нашла себя как исполнитель жёсткого, динамичного рок-н-ролла и бабблгама.
Именно эта установка на традиционные жанры и привлекла к почти неизвестной дома группе внимание организаторов прибалтийских рок-фестивалей.
В 1987 году группа сыграла на региональных рок-форумах в Каунасе и Нарве, а также на популярной и весьма престижной «Литуанике».
После эффектного дебюта на ленинградском «фестивале надежд» «Вторая Волна» (июль — август 1987 года), группу, наконец, заметили и дома.
К этому времени группа сумела стабилизировать свой состав, в который вошли Глеб Малечкин (гитара, вокал), Эдуард Никитин (бас), Александр Спагетти (клавишные), Андрей Шелковников (гитара), Владимир Шуть (саксофон) и Игорь Артеменко (барабаны), и начала регулярную концертную деятельность.
Непродолжительное время с «Опасными соседями» сотрудничал известный блюзмен, мастер губной гармошки Дмитрий «Рыжий Черт» Гусев (экс-«Аквариум»).
В конце 1987 г. в «Опасных соседях» появился новый саксофонист Андрей «Бади» Грабаренко.
В 1991 году его заменил саксофонист Влад Быстров, который и участвовал в записи альбомов «Стрекозы Дум-Дум» и «Чешуя».
По-настоящему ленинградская публика познакомилась с «Опасными соседями» лишь в 1988 г. на VI Рок-фестивале, где их энергичные буги и рок-н-роллы с живыми и остроумными текстами заставили танцевать весь зал. 
После этого началось и плодотворное сотрудничество «Опасных соседей» с ДДТ которая пригласила их открывать свои концерты.
Помимо этого клавишник «ДДТ» Андрей Муратов был продюсером дебютного альбома «Опасных соседей», а после того, как Спагетти покинул группу, стал её постоянным участником.
Примерно в то же время «Опасные соседи» сменили и гитариста — ушедшего в «БЕГЛЕЦ» Шелковникова заменил Дмитрий Кустов.
Весной 1990 г. «Опасные Соседи» вместе с несколькими другими ленинградскими группами дали несколько концертов во Франции.
В 1995 году группа имела репутацию хорошей клубной группы, что подтверждают статьи в музыкальных журналах: «Развеселая и весьма душевная санкт-петербургская рок-н-рольная группа под водительством ветерана Глеба Малечкина ярко прокатилась по московским клубам, а уж из питерских-то и подавно не вылезает.
Из представителей питерского рок-н-ролла эта группа, пожалуй, наименее озабоченная и нагрузочная — просто душевный оттяг в полный рост!».

## Дискография
Магнитоальбомы:
- 1989 — «С утра в бегах»,
- 1989 — «Та-дап» (MC, «Manchester Files» 1997, MAN 062),
- 1990 — «Танцы для бездельников»,
- 1991 — «Стрекозы Дум-Дум»,
- 1992 — «Чешуя».

Виниловые пластинки:
- 1991 — «Танцы для бездельников» (LP, «Мелодия», C60 31485 000),
- 1993 — «Стрекозы Дум-Дум» (LP, «ТАУ продукт», TAU-00027).

Сборники:
- 1994 — «Питерский рок-н-ролл. Выпуск 1» (CD, ИД «Максим», 200 010),
- 2000 — «Собрание сочинений» (CD/MC, «Мистерия звука», MZ-022-2).